# Trichochaeta scapularis
Trichochaeta scapularis är en tvåvingeart som först beskrevs av Walker 1861.  Trichochaeta scapularis ingår i släktet Trichochaeta och familjen vapenflugor. Inga underarter finns listade i Catalogue of Life.